# Jan František Beckovský
Jan František Beckovský O.Cr. (18. srpna 1658 Německý Brod – 26. prosinec 1725 Praha) byl český spisovatel, historik, překladatel náboženské literatury a kněz.

## Život
V Německém Brodě pravděpodobně navštěvoval měšťanskou školu. Později odešel studovat poezii a rétoriku, od roku 1680 byl posluchačem filozofie ve Vídni. V době jeho studia zachvátila Vídeň morová epidemie, které padlo za oběť přes 70 000 lidí. Beckovský pomáhal u hromadných šachtových hrobů a tyto otřesné zážitky zřejmě rozhodly, že v roce 1684 složil řeholní slib v rytířském řádu křižovníků s červenou hvězdou. Věnoval se studiu teologie. Po vysvěcení na kněze roku 1688 působil jako správce klášterní kuchyně. Od roku 1699 byl správcem (administrátorem) ženského špitálu u sv. Anežky v Novém Městě pražském a to až do své smrti v roce 1725.

## Tvorba
Beckovský se řadí k vlasteneckým spisovatelům, kteří v době úpadku českého národa oživovali jeho slavnou minulost a zaujímá mezi nimi zvláštní postavení, neboť svá díla psal převážně česky. Kolem roku 1700 jezdil po českých zemích a sbíral archivní a místopisný materiál. Kromě přepracovaného a rozšířeného vydání Hájkovy kroniky pod titulem Poselkyně starých příběhův českých, kterou se navždy zapsal do dějin české literatury, je autorem 28 tištěných českých a latinských knih. Dále je autorem nejstaršího v rukopise zachovaného herbáře, který má 117 listů s zhruba 200 druhy sušených rostlin, u kterých uvádí mimo latinských a německých také české názvy. Je z něj zřejmé, že byl pouze botanik – amatér, protože některé rostliny jsou chybně pojmenovány. Přeložil asi 30 děl, především životopisů svatých a jiných náboženských spisů. Vedle literární činnosti byl činný i výtvarně. Vyzdobil údajně kapli kláštera sv. Františka a je autorem nejstarší rytiny Německého Brodu.

## Dílo
Psal především česky, ale i latinsky a německy.

### Překlady
- 1701 – Milá choť nebeského miláčka, blahoslavená Anežka česká
- 1703 – Zarmoucená a po svém milenci truchlivá hrdlička[3]

### Vlastní práce
- Poselkyně starých příběhův českých – impulsem k napsání této knihy byla nedostupnost kroniky Václava Hájka z Libočan. V této kronice opravil některé nepřesnosti a chyby Hájkovy kroniky. Vydal pouze první díl (popisující události do r. 1526), druhý díl nedopsal (události 1526–1700), byl vydán až roku 1880. Toto dílo je psáno velice prokatolicky, zároveň však velmi vlastenecky.
- Druhý sloup nepohnutelnýho základu katolického živobytí
- Die Geliebte Gespons Des Himmlischen Bräutigams Die Heelige Jungfrau Agnes, Przemislai dieses Nahmens des II. / Dostupné online.

## Zajímavost
Jméno Jana Beckovského bylo umístěno pod okny Národního muzea v Praze spolu s mnoha dalšími, viz Dvaasedmdesát jmen české historie.